# Mitch Hewer
Mitchell Scott Hewer, detto Mitch (Bristol, 1º luglio 1989), è un attore britannico, meglio conosciuto per il suo ruolo di Maxxie Oliver, nel teen drama di E4 Skins.
Egli ha inoltre recitato in Britannia High nel ruolo del talentuoso Danny Miller.

## Biografia
Mitch ha studiato alla SWADA (South West Academy of Dramatic Arts) di Bristol, grazie alla quale è apparso nel video musicale The Club di Lisa Morgan. Precedentemente, ha anche frequentato lo Hartcliffe Engineering Community College per quanto riguarda l'istruzione secondaria, e la Wansdyke Primary School per l'istruzione primaria.

### Carriera
Nel 2007 fu scelto per interpretare Maxxie, personaggio del teen drama Skins, co-protagonista delle prime due stagioni dello show.
A marzo ed ottobre del 2007, Mitch è apparso sulla copertina della rivista gay Attitude, la cui cover story era intitolata "Gays on TV" e rappresentava anche altri personaggi di Skins, Hollyoaks, Coronation Street e Shameless. L'anno successivo, a giugno, ha posato anche in un servizio fotografico senza veli per Cosmopolitan, per donare fondi alla ricerca contro il tumore del testicolo.
Oltre ad aver preso parte a diversi servizi fotografici come modello, tra i quali uno di Kai Z Feng, egli è apparso nella serie musicale ora cancellata Britannia High, nel ruolo di Danny Miller. Nello stesso periodo, è apparso come ospite nel programma televisivo della ITV2 Xtra Factor, condotto da Holly Willoughby. Nel programma comico a squadre della BBC Never Mind the Buzzcocks, nel quale ha partecipato insieme a Davina McCall ed alla cantante Alesha Dixon, ha dichiarato di essere "un po'" dislessico. È apparso, inoltre, nel programma mattutino della ITV This Morning e in Richard and Judy's New Position, del canale televisivo Watch.
Per quanto riguarda il suo ruolo in Britannia High, ottenuto subito dopo la conclusione della seconda stagione di Skins, esso è stato paragonato a quello dei personaggi di High School Musical e Fame in versione britannica.
A dicembre del 2009, Mitch è apparso nel musical Never Forget, basato sulle canzoni della boy band Take That, nel quale ha interpretato il ruolo dello spogliarellista Dirty Harry al fianco di Michelle Collins. Lo spettacolo è stato rappresentato a Fairfield Halls, a Croydon, Londra.

## Filmografia
- Skins - serie TV, 19 episodi (2007-2008)
- Britannia High - serie TV, 9 episodi (2008)
- Comportamenti molto... cattivi (Behaving Badly), regia di Tim Garrick (2014)

## Programmi televisivi
- Lily Allen and Friends, BBC Three (2008)
- The Xtra Factor, ITV (2008)
- Never Mind the Buzzcocks, BBC Two (2008)

## Partecipazioni a colonne sonore
- Colonna sonora di Britannia High: brani Start of Something, Changing Man, I'm The Man, Missing Person, Growing Pains, Body to Body, Without You (2008)